# Deinbollia rambaensis
Deinbollia rambaensis är en kinesträdsväxtart som beskrevs av François Pellegrin. Deinbollia rambaensis ingår i släktet Deinbollia och familjen kinesträdsväxter. Inga underarter finns listade i Catalogue of Life.